# Anomala antiqua
Anomala antiqua es una especie de escarabajo del género Anomala, familia Scarabaeidae. Fue descrita científicamente por Gyllenhal en 1817.
Esta especie se encuentra en el continente asiático y en Australia. 